# Noizy
Noizy, född Rigels Rajku den 27 september 1986 i Sukth i Durrës, är en av Albaniens mest framstående rappare.

## Karriär
Noizy föddes 1986 i stadsdelen Sukht i hamnstaden Durrës. Han växte dock upp i Englands huvudstad London, dit han flyttade vid 11 års ålder. 2007 debuterade Noizy i musiktävlingen Top Fest med låten "Kur vijm na". Han vann dock inget pris i tävlingen. Samma år gjorde han debut i musiktävlingen Kënga Magjike med låten "Veç për ty". 2008 deltog han i Top Fest med tre olika bidrag: "Shanse s'kane", "Kthehëm tek ti" och "Jashtë kontrollit". Han lyckades dock inte vinna något pris i tävlingen med något av sina tre bidrag.
2008 skrev han ett kontrakt med skivbolaget Zig Zag och släppte låtar som "O.T.R. Më zemër" och "Jena mbretër". 2009 släppte han sitt debutalbum Pak më ndryshe. Samma år ställde han upp i Top Fest 6 med låten "Histori e gjatë". Han tävlade mot 260 andra bidrag och vann inget pris i tävlingen. 2009 släppte han singeln "Fly" tillsammans med Rozana Radi. Låten nominerades vid Zhurma Awards, en albansk musikgala, i kategorin RnB videoklipp (duett). 2010 släppte Noizy sitt andra studioalbum med titeln Most Wanted. Tillsammans med Rozana Radi släppte han 2010 singeln "Mr. Yesterday" som nominerades vid den albanska galan för bästa musikvideor, Netët e klipit Shqiptar, 2010. Samma år deltog han för fjärde året i rad i Top Fest, med bidragen "What's Up" och "Dridhët vendi". I finalen av tävlingen tilldelades han Internet-priset. Han deltog i Kënga Magjike 2010 med låten "My Lady". Han slutade totalt på 10:e plats av 47 deltagare med 353 poäng. I finalen tilldelades han Internet-priset. Noizy deltog även i Kënga Magjike 2011 med låten "Shooting Star". Han tilldelades i finalen för andra året i rad Internet-priset.
2011 kom Noizys tredje studioalbum med titeln Living Your Dream. Med på albumet fanns bland annat hans Top Fest-bidrag "Dridhët vendi". 2012 släppte han singeln "Na jena OTR" som blev en av de mest sedda albanska musikvideorna på Youtube. Studioalbumet Do You Remember Me? släpptes även samma år med "Na jena OTR" som ett av spåren. Hans senaste album släpptes 2014 med titeln The Leader. På albumet finns bland annat Noizys duett med Zanfina Ismajli "Po sikur" och hitlåten "Gunz Up". I mitten på februari 2014 släppte han singeln "LolliPopa" tillsammans med sångerskan Orinda Huta. Noizy har startat skivbolaget OTR Records (On top of The Rest Records).

## Diskografi

### Studioalbum
- 2009 – Pak më ndryshe
- 2010 – Most Wanted
- 2011 – Living Your Dream
- 2012 – Do You Remember Me?
- 2014 – The Leader